# Lhota (Kladno)
Lhota è un comune della Repubblica Ceca facente parte del distretto di Kladno, in Boemia Centrale.